# Helge Ness
 (mars 2025).
Pour les articles homonymes, voir Ness.
Helge Ness (4 novembre 1861 – 30 décembre 1928) est un botaniste norvégien. Il est né à Rosendal en Norvège.
En 1889, il devient le premier étudiant étranger à obtenir un diplôme de l'Université Texas A&M et commence à y travailler. Ness fut le premier botaniste américain à produire des chênes hybrides.
Il devint directeur de la division botanique de la Texas Agricultural Experiment Station (aujourd'hui Texas AgriLife Research).
Ness faisait partie d'un groupe de botanistes du début du XXe siècle qui étudia la pollinisation contrôlée des arbres et fut le pionnier des études sur l’hybridation des arbres.